# Davis Junction
Davis Junction és una població dels Estats Units a l'estat d'Illinois. Segons el cens del 2000 tenia 491 habitants.

## Demografia
Segons el cens del 2000, Davis Junction tenia 491 habitants, 165 habitatges, i 132 famílies. La densitat de població era de 50 habitants/km².
Dels 165 habitatges en un 47,9% hi vivien nens de menys de 18 anys, en un 66,7% hi vivien parelles casades, en un 7,3% dones solteres, i en un 20% no eren unitats familiars. En el 15,8% dels habitatges hi vivien persones soles el 6,7% de les quals corresponia a persones de 65 anys o més que vivien soles. El nombre mitjà de persones vivint en cada habitatge era de 2,98 i el nombre mitjà de persones que vivien en cada família era de 3,37.
Per edats la població es repartia de la següent manera: un 34% tenia menys de 18 anys, un 6,5% entre 18 i 24, un 37,9% entre 25 i 44, un 13,8% de 45 a 60 i un 7,7% 65 anys o més.
L'edat mediana era de 31 anys. Per cada 100 dones de 18 o més anys hi havia 97,6 homes.
La renda mediana per habitatge era de 47.375 $ i la renda mediana per família de 51.250 $. Els homes tenien una renda mediana de 36.875 $ mentre que les dones 22.917 $. La renda per capita de la població era de 16.915 $. Aproximadament el 2,5% de les famílies i el 2,6% de la població estaven per davall del llindar de pobresa.

## Poblacions properes
El següent diagrama mostra les poblacions més properes.